# Ingeborg Kyjevská
Ingeborg Mstislavna Kyjevská byla princezna z rodu Rurikovců.

## Život
Ingeborg Mstislavna byla dcerou velkoknížete Mstislava I. Kyjevského a jeho choti Kristýny Ingesdotter Švédské. Datum jejího narození je neznámé.
Přibližně v roce 1116 se provdala za dánského prince Knuta Lavarda. Toto manželství zprostředkovala její teta z matčiny strany, dánská královna Markéta Fredkulla. V roce 1130 se pokusila zabránit manželovi, aby šel na schůzi, na které měl být zavražděn, ovšem neúspěšně. Její syn Valdemar I. se tak narodil jako pohrobek. V roce 1137 odmítla podpořit návrh, aby se po smrti Erika II. Dánského stal novým panovníkem její syn. Od té doby o ní dobové záznamy mlčí a datum a příčina jejího úmrtí není známa.

## Potomci
Ingeborg Mstislavna porodila svému muži čtyři děti:
- Markéta Dánská (1117 – 1165)
- Kristýna Dánská (1118 – 1170)
- Kateřina Dánská (1125 – 1175)
- Valdemar I. Veliký (1131 – 1182)